# Marcus Musurus

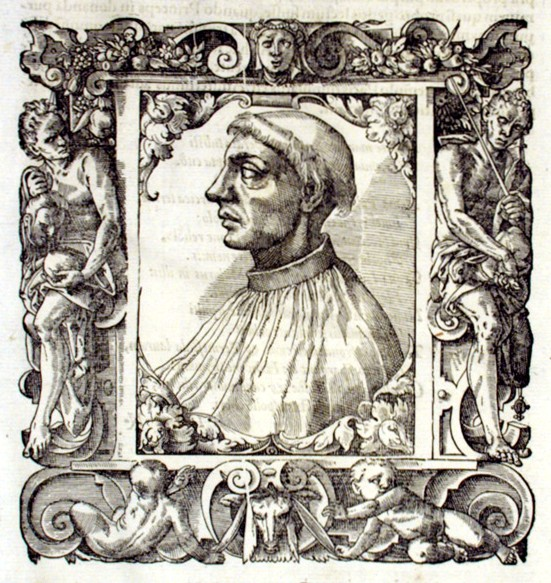
Marcus Musurus

Markos Musuros griechisch Μάρκος Μουσούρος, latinisiert Marcus Musurus, (* um 1475 in Candia (heute Iraklio) auf Kreta; † 25. Oktober 1517 in Rom) war ein griechisch-italienischer Gelehrter und Humanist.

## Leben
Musurus kam um 1490 nach Florenz, um bei Andreas Johannes Laskaris zu studieren. Gegen Ende 1494 oder seit Anfang 1495 hielt er sich in Venedig auf.
Seit 1503 lehrte er Griechisch an der Universität Padua, seit 1512 in Venedig, und war als leitender griechischer Redakteur für Aldus Manutius in Venedig tätig. Am 8. Juli 1499 kam die erste gedruckte Ausgabe des Etymologicum magnum heraus, das in der Offizin von Zacharias Kallierges in Venedig mit einem Vorwort von Musurus erschien. Außerdem stellte er eine griechische Grammatik zusammen.
Am 5. Dezember 1514 schrieb sich Musurus in die Bruderschaft der Griechisch-Orthodoxen in Venedig (Scuola de San Nicolò dei Greci ) ein und erneuerte seine Mitgliedschaft am 5. Dezember 1515. Sein Ruf veranlasste Papst Leo X., ihn nach Rom einzuladen und ihn zum Erzbischof einer griechischen Erzdiözese zu ernennen. Er unterrichtete Griechisch an einem vom Papst eingerichteten Lehrinstitut.
Er starb ein Jahr nach seiner Ankunft in Rom.